# 컨페더레이션역
컨페더레이션역(Confederation Station)은 캐나다 내셔널 철도 선로에 있는 캐나다 온타리오주 해밀턴 동쪽의 스토니크리크 지역에 개통할 예정인 기차역으로 역 이름은 온타리오호 근처에 있는 컨페더레이션 비치 공원의 이름을 따서 지어졌다.
이 역은 GO 트랜싯의 레이크쇼어 웨스트선 통근 열차의 나이아가라폴스 연장의 일환으로 개통할 예정이며, 2015년 5월 26일, 온타리오 주 정부가 노선 연장 계획을 발표하였다. 2017년부터 시작된 공사는 완공이 여러 차례 지연되었고, 2022년 10월, 온타리오주 정부는 연말에 공사가 재개될 것이며 2025년 개통을 목표로 하고 있다고 밝혔다.

## 위치
이 역은 캐나다 내셔널 철도 (CN) 소유의 그림스비선 38.1마일 (61.3km) 지점에 위치해있으며, 웨스트하버역과 그림스비역 사이에 위치해있다.

## 역사
2013년부터 CN 철도는 해밀턴시와 GO 트랜싯과 함께 새로운 통근열차 역 개통을 앞두고 84년 된 센테니얼 파크웨이 철교를 교체하는 작업을 진행하였다. 이 작업으로 선로와 승강장을 추가할 여분의 공간을 마련하였고 도로 또한 확장되었다. 철교 공사는 2016년 말에 마무리되었다.
2015년에는 레이크쇼어 웨스트선을 웨스트하버역에서 이 역까지 연장하는 데 1억 5천만 달러가 들어갈 것으로 예상하였다. 공사는 2017년에 착공하여 2019년에 완공할 예정이었다.
2019년 11월 2일, 컨페더레이션역 부지에 60대의 주차 공간이 조성되었고 벌링턴역과 나이아가라폴스역 사이를 운행하는 GO 트랜싯의 12번 버스가 이 역에 새로 조성된 버스 정류장에 정차하기 시작하였다. 2019년 12월 29일부터 해밀턴 노면철도 (HSR)의 44번 라이멀 버스 또한 컨페더레이션역에 정차하고 있다.
2020년 4월에 메트로링스는 철도역 공사 입찰을 공고하였고, 계약 업체는 2022년 초에 선정하였다. 역 공사는 2022년 10월에 재개하였고 2025년 완공을 앞두고 있다. 변경된 계획안에 따르면 웨스트하버역과 컨페더레이션역 사이에는 세 번째 선로가 추가되지 않을 예정이다.

## 역 구조
컨페더레이션역은 현재 버스 승강장만 개통한 관계로 GO 트랜싯 광역버스와 HSR 시내버스만 이용할 수 있다. GO 트랜싯 버스 요금은 프레스토 카드, 신용카드, 전자지갑 또는 GO 트랜싯 홈페이지에서 구매한 이티켓을 통해 지불할 수 있으며, HSR 시내버스는 현금이나 프레스토 카드로 지불할 수 있다.
철도역이 개통하면 섬식 승강장 구조의 이 역은 대기 공간에 난방이 되며, 역 건물과 승강장은 지하 터널로 이어지며, 노약자 또는 장애인들을 위한 엘리베이터가 설치된다. 또한 역 앞에는 환승 승객들을 위한 15대의 정차 공간과 환승 주차장, 자전거 거치대는 물론 센테니얼 파크웨이로 이어지는 보행자 통로도 설치된다.

## 버스 연결편
컨페더레이션역에 정차하고 있는 버스는 아래와 같다. 2022년 3월 14일부터 새로운 환승 정책으로 GO 트랜싯과 해밀턴 시내버스 간 환승 시 환승 할인이 적용되며 시내버스 요금은 차감되지 않는다.

### GO 트랜싯
| 노선 | 노선                    | 노선                    | 종점                         | 종점 | 종점                       | 경유지 | 기준일          | 비고 |
| ---- | ----------------------- | ----------------------- | ---------------------------- | ---- | -------------------------- | --- | --------------- | ---- |
| 12   | 나이아가라폴스 / 토론토 | Niagara Falls / Toronto | 나이아가라폴스 버스 터미널   | ↔    | 던다스 / 407번 환승 주차장 | - 벌링턴 방면: 벌링턴역 · 던다스 / 407번 - 나이아가라폴스 방면: 카사블랑카 / QEW · 온타리오 / QEW · 세인트캐서린스 페어뷰 몰 · 나이아가라 대학 나이아가라온더레이크 캠퍼스 · 스탠리 / 420번 · 나이아가라폴스 버스 터미널 | 2023년 6월 24일 |      |
| 12A  | 나이아가라폴스 / 토론토 | Niagara Falls / Toronto | 카사블랑카 / QEW 환승 주차장 | →    | 던다스 / 407번 환승 주차장 | 카사블랑카 / QEW | 2023년 6월 24일 |      |
| 12B  | 나이아가라폴스 / 토론토 | Niagara Falls / Toronto | 나이아가라폴스 버스 터미널   | ↔    | 벌링턴역                   | - 벌링턴 방면: 벌링턴역 - 나이아가라폴스 방면: 카사블랑카 / QEW · 온타리오 / QEW · 세인트캐서린스 페어뷰 몰 · 나이아가라 대학 나이아가라온더레이크 캠퍼스 · 스탠리 / 420번 · 나이아가라폴스 버스 터미널                  | 2023년 6월 24일 |      |
| 18K  | 레이크쇼어 웨스트       | Lakeshore West          | 브록 대학교                  | ↔    | 올더숏역                   | - 벌링턴 방면: 웨스트하버역 · 해밀턴 GO 센터 · 킹 / 던던 · 올더숏역 - 세인트캐서린스 방면: 카사블랑카 / QEW · 온타리오 / QEW · 세인트캐서린스역 · 브록 대학교                                                            | 2023년 6월 24일 |      |

### 해밀턴 노면 철도
| 노선 | 노선   | 노선  | 종점                                  | 종점 | 종점           | 비고 |
| ---- | ------ | ----- | ------------------------------------- | ---- | -------------- | --- |
| 44   | 라이멀 | Rymal | 글랜캐스터 루프앵캐스터 비즈니스 파크 | ↔    | 컨페더레이션역 | 매일 상시 운행. 글랜캐스터 루프 주말 오전 6시부터 오후 6시까지 운행. 44번 버스가 운행하는 동안 라이언 / 가스에서 글랜브루크 공영 택시로 갈아탈 수 있다. |